# Вау (Южный Судан)
Вау (англ. Wau) — второй по величине город в Южном Судане. Административный центр округа Вау (округ) и штата Западный Бахр-эль-Газаль.
В городе базируется футбольный клуб «Аль-Салам».

## Описание
Расположен на западном берегу реки Джур, примерно в 650 км к северо-западу от столицы страны, города Джуба. В городе имеются университет Бахр-эль-Газаль, станция узкоколейной железной дороги и аэродром с асфальтированной ВПП.

## Население
По оценочным данным на 2011 год население города составляет 151 320 человек. Население представлено множеством различных этнических групп, в том числе народами фертит, динка, луо и арабами.
Динамика численности населения по годам:
| Год  | Население |
| ---- | --------- |
| 1973 | 52 800    |
| 1983 | 58 000    |
| 1993 | 84 000    |
| 2010 | 128 100   |
| 2011 | 151 320   |
| 2022 | 320 752   |

## Религия
Вау является центром католической епархии.